# Ådselæder
Ådselædere er dyr, der lever af andre døde dyr, som de ikke selv har slået ihjel. For eksempel regnes gribbe, sjakaler og spyfluer for ådselædere.
Det tilsvarende engelske ord "scavenger" kan anvendes i en bredere betydning, der både omfatter kødædere og planteædere, der henholdsvis æder døde dyr og dødt plantemateriale. På denne måde spiller "scavengers" en vigtig rolle i økosystemet ved at bidrage med nedbrydningen af både døde dyr og plantemateriale. Nedbrydere og detritivore fuldender denne proces, ved at fordøje resterne.